# Marlon Stewart (kosárlabdaedző)
Marlon Stewart (Seattle, Washington, 1985. március 16. –) amerikai kosárlabdaedző, 2019-től az Oregon State Beavers edzőhelyettese.

## Pályafutása
2008-ban a California Golden Bears munkatársa, valamint Mike Montgomery videós koordinátora lett. 2017 júliusában a Hawaii Rainbow Warriors edzőhelyettese lett.
2018-ban az Oregon State Beavers kosárlabdáért felelős igazgatójává, 2019-ben pedig Wayne Tinkle helyettesévé nevezték ki. 2021-ben elnyerte a Rising Coaches életműdíját.

## Fordítás
- Ez a szócikk részben vagy egészben  a   Marlon Stewart (basketball coach) című angol Wikipédia-szócikk ezen változatának fordításán alapul.  Az eredeti cikk szerkesztőit annak laptörténete sorolja fel. Ez a jelzés csupán a megfogalmazás eredetét és a szerzői jogokat jelzi, nem szolgál a cikkben szereplő információk forrásmegjelöléseként.